# Плоский (мыс)
Пло́ский — мыс на севере Охотского моря в Тауйской губе.

## Топоним
Получил название благодаря своему низменному песчано-галечному побережью, образующему здесь как бы широкую тупую закруглённую косу, вдающуюся в залив Одян.

## География

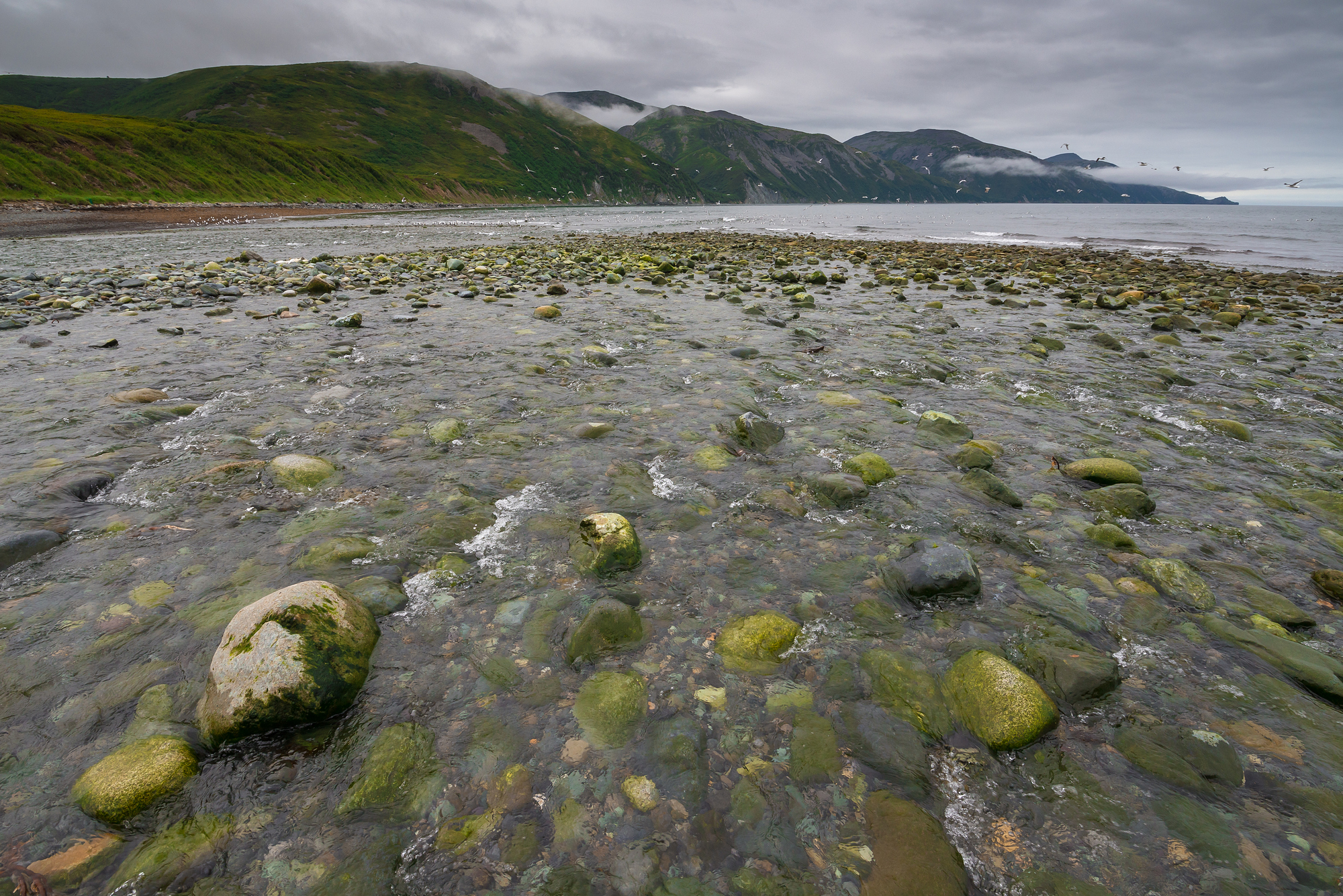
Побережье мыса

Расположен на севере полуострова Кони, является южным входным мысом залива Одян, отделяющим его от основной части Тауйской губы.
Наивысшая точка — безымянная гора высотой 7 метров. На мысе находится устье реки Хиндя (Хинджа), и расположен кордон Ольского участка Магаданского заповедника.
Мыс вдаётся в море в виде длинного выступа, образованного выносами грунта рекой. Основная растительность — заросли ивняка, кусты ольховника и кедрового стланика. Кордон расположен под склоном приморской террасы. Зимой морские ветра сдувают снег с террасы, и вдоль отвесных берегов образуются сугробы.
Средняя величина прилива у мыса — 4 метра, наибольшая глубина у берега — 16—18 метров.